# Lucio Fabio Giusto
Lucio Fabio Giusto (latino: Lucius Fabius Iustus; 69 circa – dopo il 105) è stato un politico e militare romano dell'Impero.

## Biografia
Fabio Giusto seguì il normale cursus honorum e divenne console suffectus nel 102. Fu nominato governatore della provincia di Mesia inferiore attorno al 103/104. All'inizio della seconda campagna dacica di Traiano del 105, fu attaccato dal re dei Daci, Decebalo, ma riuscì a respingerlo, probabilmente presso il vallo della Dobrugia, e grazie all'accorrente esercito, guidato dallo stesso imperatore Traiano.